# Igor' Vladimirovič Il'inskij
Igor' Vladimirovič Il'inskij (in russo И́горь Влади́мирович Ильи́нский?; Mosca, 24 luglio 1901 – Mosca, 13 gennaio 1987) è stato un attore e regista sovietico.
Artista del Popolo dell'Unione Sovietica nel 1942, fu conosciuto anche per i suoi programmi radiofonici.

## Biografia
Igor' Il'inskij nacque il 24 luglio 1901 a Mosca. Nel 1917, a sedici anni, entrò al nel teatro diretto da Fedor Komissarževsky - padre della famosa attrice Vera Fëdorovna Komissarževskaja -  dove Il'inskij debuttò, quello stesso anno, nella Lisistrata di Aristofane.
Dal 1920 al 1934, l'attore fu membro del teatro Mejerchol'd dove, per quattordici anni, lavorò insieme a Vsevolod Mejerchol'd, diventando uno dei più popolari attori dell'Unione Sovietica. Prese parte anche ad altri spettacoli prodotti in diversi teatri con varie compagnie.
Nel 1924, iniziò una discontinua carriera cinematografica partecipando in un ruolo dai caratteri comici al kolossal fantascientifico Aėlita di Jakov Protazanov. L'anno seguente, raggiunse la fama interpretando Petja Petel'kin, in Zakrojščik iz Toržka. Il suo personaggio vinceva alla lotteria e doveva vedersela con i problemi di impiegare tutti quei soldi in Unione Sovietica. Sull'onda del successo di Petja Petel'kin, Il'inskij interpretò per il cinema un altro personaggio maldestro e simpatico, il Goga protagonista di Potseluy Meri Pikford. In occasione della visita in Unione Sovietica di Mary Pickford e Douglas Fairbanks, il regista-attore Sergej Komarov sfruttò alcune riprese fatta alla coppia di divi hollywoodiani per imbastire una divertente storia che aveva come protagonista Il'inskij nei panni di una maschera del cinema che viene letteralmente "baciato" dalla fama quando Pickford gli stampa un bacio sulla guancia.
Mentre Mejerchol'd veniva attaccato per le sue posizioni contro il realismo socialista, andando verso uno scontro frontale con Stalin che, nel gennaio 1938, avrebbe fatto chiudere il teatro e che, due anni dopo, avrebbe provocato la fucilazione del regista, Il'inskij andò a lavorare al teatro Maly (Малый театр) di Mosca.
Attore ammirato dai suoi contemporanei, Il'inskij venne nominato Artista del Popolo dell'URSS e fu insignito del Premio Stalin.
Sposato all'attrice Tatiana Yeremeyeva, ebbe da lei un figlio. L'attore morì il 13 gennaio 1987 a Mosca.

## Filmografia parziale
- Aėlita, regia di Jakov Protazanov (1924)
- Papirosnica ot Mossel'proma, regia di Jurij Željabužskij (1924)
- Il sarto di Toržok (Zakrojščik iz Toržka), regia di Jakov Protazanov (1925)
- Process o trëch millionach, regia di Jakov Protazanov (1926)
- Miss Mend, regia di Boris Barnet e Fёdor Ocep (1926)
- Poceluj Meri Pikford, regia di Sergej Komarov (1927)
- La bambola coi milioni (Kukla s millionami), regia di Sergej Komarov (1928)
- Prazdnik svjatogo Iorgena, regia di Jakov Protazanov (1930)
- Šachta 12-28
- Odnaždy letom, regia di Igor' Il'inskij e Chanan Šmajn (1936)
- Volga, Volga, regia di Grigorij Aleksandrov (1938)
- Prestuplenie i nakazanie, regia di I. Vronskij (1940)
- Karnaval'naja noč', regia di Ėl'dar Rjazanov (1956)
- Gusarskaja ballada, regia di Ėl'dar Rjazanov (1962)